# Mannen från Colorado
Mannen från Colorado (The Man from Colorado) är en amerikansk västernfilm från 1948 i regi av Henry Levin. Filmen, som är en psykologisk skildring av efterdyningarna från det amerikanska inbördeskriget, har Glenn Ford och William Holden i huvudrollerna. Den är känd för att utforska teman som rättvisa, skuld och maktmissbruk.

## Handling
Filmen utspelar sig strax efter det amerikanska inbördeskriget och följer två nära vänner, Owen Devereaux (Glenn Ford) och Del Stewart (William Holden), som återvänder till civila livet i Colorado. Owen, som har utnämnts till domare i staden, visar sig vara traumatiserad av kriget och lider av psykologiska problem. Hans oförutsägbara beteende och tendens till våld börjar oroa hans vän Del.
När Owen använder sin maktposition för att befästa sitt inflytande och förtrycka stadens invånare, tvingas Del ifrågasätta deras vänskap och sin lojalitet. Spänningarna eskalerar till en dramatisk uppgörelse, där rättvisa och moral ställs på spel.

## Rollista
- Glenn Ford som Owen Devereaux
- William Holden som Del Stewart
- Ellen Drew som Caroline Emmett
- Ray Collins som Big Ed Carter

## Produktion
Filmen producerades av Columbia Pictures och är anmärkningsvärd för sin mörka och mer introspektiva ton, i kontrast till många andra västernfilmer från samma era. Ford och Holden, som tidigare arbetat tillsammans, levererar intensiva prestationer som fångar karaktärernas inre konflikter.

## Mottagande
Mannen från Colorado fick blandade recensioner vid sin premiär. Kritiker berömde skådespelarinsatserna, särskilt Glenn Fords porträtt av en krigstraumatiserad domare, men vissa ansåg att filmens långsamma tempo och moralistiska ton kunde bli överväldigande. Trots detta har filmen fått en viss kultstatus och anses vara en intressant utforskning av västerngenren.

## Eftermäle
Filmen är idag ihågkommen som ett exempel på hur västerngenren under 1940-talet började experimentera med mörkare teman och karaktärsstudier. Fords och Holdens roller har fortsatt att analyseras i filmkritiska kretsar som ett tidigt exempel på komplexa och tragiska hjältar inom genren.